# Mary Hungerford
Mary Hungerford, baronesa Botreaux, Hungerford y Moleyns (c.1468 – antes del 10 de julio de 1533), fue la hija de Sir Thomas Hungerford y su esposa Anne, hija de  era la hija de Henry Percy, III conde de Nortumberland.

## Títulos
Mary se convirtió en V baronesa Botreaux a la muerte de su bisabuela, Margaret Botreaux, en 1478.
Mary era bisnieta de Sir William Moleyns, fallecido en el Sitio de Orleans el 1 de mayo de 1423. William se casó por segunda vez con Anne Whalesborough (m. c. 1487), hija y co-heredera del escudero John Whalesborough y Joan, hija de Sir John Raleigh. William y Anne tuvieron dos hijas, Eleanor (m. c. 1492) y Frideswide. Eleanor fue prometida con el escudero Thomas Chaucer, pero terminó casándose con Robert Hungerford, III barón Hungerford, antes del 5 de noviembre de 1440. Lord Hungerford fue decapitado tras la batalla de Hexham el 15 de mayo de 1464. Su hijo Thomas (m. 1469) y él fueron despojados de sus títulos. En 1485, Mary consiguió que rehabilitasen los títulos de su abuelo, añadiendo las baronías Hungerford y Moleyns a la Botreaux.

## Matrimonio e hijos
Con dispensa papel fechada el 4 de septiembre de 1475, Mary se casó con Edward Hastings, hijo de William Hastings, I barón Hastings y Katherine Neville, hija de Richard y Alice Neville, V condes de Salisbury. Edward y Mary tuvieron dos hijos y una hija:
- George Hastings, I conde de Huntingdon (1486/7 – 24 de marzo de 1544), casado con Anne Stafford, viuda de Walter Herbert e hija de Henry Stafford, II duque de Buckingham, y Catalina Woodville.[4]
- William Hastings.
- Anne Hastings (1485 – antes del 17 de noviembre de 1550), casada con Thomas Stanley, II conde de Derby. Madre de cuatro hijos, entre ellos Edward Stanley, III conde de Derby, y Margaret, esposa de Robert Radcliffe, I conde de Sussex.[5]

Mary se casó de nuevo con Richard Sacheverell (m. 14 de abril de 1534), hijo de Ralph Sacheverell, el 1 de mayo de 1509. No hubo descendencia de este matrimonio. El último registro sobre Mary es del 30 de junio de 1530, muriend entre esta fecha y el 10 de julio de 1533. Permanece enterrada con su segundo marido en la colegiata de la Iglesia de St. Mary en Newarke, Leicester.